# Nhà Bè Base
Nhà Bè Base, conosciuta anche come Nhà Bè Naval Support Activity o Nhà Bè Logistics Support Base, era una base della U.S. Navy e della Marina della Repubblica del Vietnam situata in Vietnam nel distretto di Nhà Bè, nell'allora Saigon ora Ho Chi Minh. Ora la base viene utilizzata dalla Guardia Costiera del Vietnam.

## Storia
La base si trovava orientativamente a 16 km (10 miglia terrestri) a sud-sudest dell'allora Saigon, alla confluenza dei fiumi Soài Rạp e Lòng Tàu.
Questa base venne creata inizialmente dalla marina statunitense nel maggio del 1966 per fornire supporto per l’operazione Game Warden ed in particolare per il pattugliamento dell'area detta Rung Sat Special Zone. La prima unità ad essere assegnata alla nuova base fu il Mine Squadron 11, Detachment Alpha che era dotato di 12 dragamine con scafo in legno da 12 metri (57 piedi).
Per la costruzione della base fu necessario dragare 229.366 metri cubi (300.000 iarde cubiche) di sabbia, riempire e compattare le terre paludose. Furono poi realizzate le costruzioni per ospitare 400 persone, per immagazzinare 3.000 barili di benzina, olio e altri lubrificanti, realizzare un magazzino di stoccaggio di 743 mq (8.000 piedi quadrati), realizzare un edificio per l'amministrazione e le comunicazioni, il deposito munizioni, due torri per le antenne, una mensa, un molo, gli impianti idrico e delle fognature e le strade necessarie per il funzionamento della base. La costruzione richiese quattordici mesi di tempo, anche se la base divenne operativa mentre andavano avanti le operazioni di costruzione. Verso la fine del 1966 sulla base furono dislocati tre plotoni del Team 1 dei Navy SEAL. Inoltre divenne anche la base delle Patrol Boat, River e, dall'agosto del 1967, lo squadrone HA(L)-3 Seawolves distaccò sulla base due elicotteri.
Il 2 gennaio del 1968 la base venne attaccata dai Viet Cong che utilizzarono dei cannoni senza rinculo da 75 mm. Nell'attacco furono feriti due marinai e venne distrutto un dragamine che ricevette un colpo diretto.
Nel maggio del 1968 il Mine Squadron 11, Detachment Alpha divenne la Mine Division 112. Dal settembre 1968 venne creata sulla base una nuova unità: la Mine Division 113. Questa unità era composta da 6 dragamine medi MSM, ex LCM(M), e quattro dragamine a comando remoto o MSD.
Nell'aprile del 1972 la base venne consegnata alla marina sudvietnamita.
A nord della base, lungo il fiume Lòng Tàu, si trovava il deposito del carburante, che era il più grande del Vietnam del Sud, rappresentando da solo l'80 per cento della capacità dell'intera Repubblica del Vietnam. Nella notte del 3 dicembre 1973 i Viet Cong lo attaccarono con dei razzi distruggendo o danneggiando 30 serbatoi e incendiando oltre 600.000 barili (95.392.344 litri) di carburante.
Agli inizi del 1975 la Marina del Sud Vietnam creò sulla base la Task Force 99..
La base è ancora oggi utilizzata dalla Guardia Costiera del Vietnam.